# العلاقات البالاوية البلجيكية
العلاقات البالاوية البلجيكية هي العلاقات الثنائية التي تجمع بين بالاو وبلجيكا.

## مقارنة بين البلدين
هذه مقارنة عامة ومرجعية للدولتين:
| وجه المقارنة                                              | بالاو                         | بلجيكا                                                                              |
| --------------------------------------------------------- | ----------------------------- | ----------------------------------------------------------------------------------- |
| المساحة (كم2)                                             | 465                           | 30.53 ألف                                                                           |
| عدد السكان (نسمة)                                         | 21.73 ألف                     | 11.37 مليون                                                                         |
| الكثافة السكانية (ن./كم²)                                 | 4.67 ألف                      | 372.42                                                                              |
| العاصمة                                                   | نغيرولمود، كورور              | بروكسل                                                                              |
| اللغة الرسمية                                             | لغة إنجليزية، اللغة البالاوية | اللغة الهولندية، لغة فرنسية، اللغة الألمانية                                        |
| العملة                                                    | دولار أمريكي                  | يورو، فرنك بلجيكي                                                                   |
| الناتج المحلي الإجمالي (بليون دولار)                      | 291.54 مليون                  | 492.68 مليار                                                                        |
| الناتج المحلي الإجمالي (تعادل القوة الشرائية) بليون دولار | 326.12 مليون                  | 514.74 مليار                                                                        |
| الناتج المحلي الإجمالي الاسمي للفرد دولار أمريكي          | 13.50 ألف                     | 40.32 ألف                                                                           |
| الناتج المحلي الإجمالي للفرد دولار أمريكي                 | 14.76 ألف                     | 43.44 ألف                                                                           |
| مؤشر التنمية البشرية                                      | 0.780                         | 0.890                                                                               |
| رمز المكالمات الدولي                                      | +680                          | +32                                                                                 |
| رمز الإنترنت                                              | .pw                           | .be                                                                                 |
| المنطقة الزمنية                                           | ت ع م+09:00                   | توقيت وسط أوروبا، ت ع م+01:00، ت ع م+02:00، توقيت وسط أوروبا الصيفي، أوروبا/بروكسل ‏ |

## منظمات دولية مشتركة
يشترك البلدان في عضوية مجموعة من المنظمات الدولية، منها:
| علم المنظمة | اسم المنظمة                        | تاريخ انضمام بالاو | تاريخ انضمام بلجيكا |
| ----------- | ---------------------------------- | ------------------ | ------------------- |
|             | مؤسسة التنمية الدولية              | 16 ديسمبر 1997     | 2 يوليو 1964        |
|             | منظمة حظر الأسلحة الكيميائية       | ?                  | ?                   |
|             | الأمم المتحدة                      | 15 ديسمبر 1994     | 27 ديسمبر 1945      |
|             | وكالة ضمان الاستثمار متعدد الأطراف | 16 ديسمبر 1997     | 18 سبتمبر 1992      |
|             | مؤسسة التمويل الدولية              | 16 ديسمبر 1997     | 27 ديسمبر 1956      |
|             | بنك التنمية الآسيوي                | 2003               | 1966                |
|             | البنك الدولي للإنشاء والتعمير      | 16 ديسمبر 1997     | 27 ديسمبر 1945      |
|             | يونسكو                             | 20 سبتمبر 1999     | 29 نوفمبر 1946      |

## وصلات خارجية
- موقع وزارة الخارجية البلجيكية